# Василе Пирван
Пирва́н Василе  (рум. Pârvan Vasile; *10 жовтня 1882 р., Онешті — †26 червня 1927 р., м. Бухарест) — румунський історик, археолог, епіграфіст. Професор Бухарестського університету (від 1909 року). Академік Румунської академії (1913 р.), член Національної академії деї Лінчеї (1927).

## Життєпис
Народився в місті Онешті, комуна Хуруєшти, повіт Бакеу у Румунії (за іншими даними в селі Перкіу комуни Хуруєшти повіту Бакеу).
Закінчив вивчення історії в Бухарестському університеті, де одним з його вчителів був професор Ніколае Йорга. Продовжував вивчення стародавньої історії в Німеччині, за спеціалізацією «антична історія». Його наукові інтереси були в дослідженні доісторичної археології, античності, греко-римської цивілізації, взаємопов'язаності між скіфами та кельтами з впливом на розвиток культури гето-даків. Основна тема його наукових досліджень була у вивченні обставин виникнення румунського народу.
У 1909 році захистив докторську дисертацію на німецькій мові в Німеччині за темою «Громадянство й торгівля в Римській імперії». І в 1909 р. став професором Бухарестського університету. У 1913 р. був обраний в членство Румунської академії.
Він організував кілька археологічних досліджень: в 1913 р. на руїнах римсько-візантійського міста Ульметум, у 1914—1927 роках розкопки в Істрії та інші. Після закінчення Першої світової війни організував дослідження неолітичних стоянок і дакийських поселень вздовж течії великих річок у Румунії.
У 1920 р. він організував румунську школу в Римі, як установу для спеціалізації молодих археологів та істориків. В цій школі він був директором. У 1927 р. став іноземним членом Національної академії деї Лінчеї.
Заснував науковий журнал з історичної тематики «Dacia», в якому публікувалися результати археологічних розкопок на території Румунії. Був його першим редактором.
Він вплинув на створення румунської школи археології. Його ім'ям названо установи:
- Інститут археології «Василе Парван» Румунської академії в м. Бухаресті, що був заснований 3 листопада 1834 року (рум. Institutul de Arheologie „Vasile Pârvan”)[6]; і
- Музей «Василе Парван» в м. Бирлад, що був заснований 10 квітня 1914 року (Vasile Pârvan Museum)[7].

Головна праця — «Гетика. Протоісторія Дакії» (1926 р.).
Помер у Бухаресті, від запущеного апендициту (знехтував вчасним лікуванням через свою пристрасть до наукових досліджень). Похований на цвинтарі Беллу.

## Праці
- «M. Aurelius Versus Caesar și L. Aurelius Commodus», 1909;
- «Contribuții epigrafice la istoria creștinismului daco-roman», 1911;
- «Cetatea Tropaeum», 1912;
- «Memoriale, București, Cultura Națională», 1923;
- «Începuturile vieții romane la gurile Dunării», 1923;
- «Getica», 1926;
- «Dacia. Civilizațiile antice din regiunile carpato-danubiene» (1928, 1937, 1957, 1958).